# Acacia cordata
Acacia cordata é uma espécie de leguminosa do gênero Acacia, pertencente à família Fabaceae.